# Китайська нумерологія

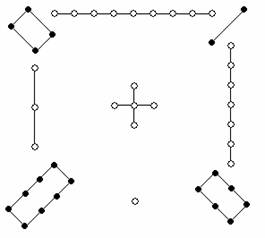
Магічний квадрат «Лошу», який Юй Великий побачив на панцирі черепахи, що явилася йому з вод річки Ло

Китайська нумерологія (Вчення про символи і числа; 象 数 之 学) - в стародавньому Китаї універсальна теоретична система, представлена символами і числами, що широко використовувалася у філософії, астрономії, гадальних практиках, теорії музики.
Основою китайській нумерології є чотири групи об'єктів:
- Символи - триграми, гексаграмми, інь і ян, У-сін, тайцзи.
- Ієрогліфи десяткової групи: 1 -  一; 2 - 二; 3 -  三; 4 - 四; 5 - 五; 6 - 六; 7 - 七; 8 - 八; 9 - 九; 10 - 十.
- Ієрогліфи дванадцятизначної групи - земні гілки: 子, 丑, 寅, 卯, 辰, 巳, 午, 未, 申, 酉, 戌, 亥.
- Ієрогліфи десятизначної групи - небесні стовбури: 甲, 乙, 丙, 丁, 戊, 己, 庚, 辛, 壬, 癸.

У свою чергу земні гілки і небесні стовбури можуть утворювати 60 пар циклічних знаків, а числівники класифікуватися за ознакою інь-ян: непарні числа - чоловічі, янські; парні числа - жіночі, іньські.
Основи китайській нумерології були викладені в стародавніх працях «Цзо чжуань», «Го юй», «Хун фань», «Сі ци чжуань».